# Тоннельная (платформа)
Тонне́льная — пассажирская остановочная железнодорожная платформа Днепровской дирекции  Приднепровской железной дороги.
Открыта в 1964 году. Расположена в городе  Днепр   на линии Нижнеднепровск-Узел - Апостолово между станциями Днепр-Лоцманская и Встречный, в  Тоннельной балке. .
Платформа находится на высокой насыпи, рассчитана на четыре вагона. Отсюда открывается прекрасный вид на северную часть урочища  Тоннельная балка. В низине, под насыпью, находятся водоотводный туннель (построен в 1932-м), по которому протекает ручей, а также заливные луга.
На платформе Тоннельная останавливаются пригородные поезда  Днепр  - Апостолово, Апостолово -  Днепр , Запорожье - Сухачёвка, Днепродзержинск - Синельниково. .
Железнодорожный путь в этом месте был проложен задолго до создания платформы - в процессе строительства Мерефо-Херсонской железной дороги (в 30-е годы XX века). Участок Мерефо-Херсонской дороги «Апостолово — Лоцманка» проходил через крупный холм на южной окраине Екатеринослава. Чтобы преодолеть данное препятствие, в 1929-м году, был прорыт Лоцманский железнодорожный тоннель. Протяженность тоннеля составила 860 метров. Название платформы Тоннельная происходит именно от этого тоннеля, расстояние до которого примерно 1500 метров.